# D (wojsko)
D – dzień rozpoczęcia operacji (działań bojowych); umowny termin, według którego - nie znając rzeczywistej daty rozpoczęcia działań - przeprowadza się kalkulacje wszystkich czynności dowództw i działań wojsk. Oznaczenie D może być uzupełnione liczbą wyrażającą odpowiednią liczbę dni dzielącą dany dzień od dnia rozpoczęcia operacji, np. D-3 oznacza trzeci dzień przed rozpoczęciem działań a np. D+17 - osiemnasty dzień operacji.